# Yo! Bum Rush the Show
| Recensione                    | Giudizio |
| ----------------------------- | -------- |
| AllMusic                      | [ 2 ]    |
| Christgau's Record Guide      | B+       |
| Encyclopedia of Popular Music | [ 4 ]    |
| The Guardian                  | [ 5 ]    |
| MusicHound R&B                | [ 6 ]    |
| NME                           | 9/10     |
| Q                             | [ 8 ]    |
| The Rolling Stone Album Guide | [ 9 ]    |
| Spin Alternative Record Guide | 7/10     |
| Sputnikmusic                  | [ 11 ]   |

Yo! Bum Rush the Show è l'album di debutto del gruppo hip hop newyorkese Public Enemy. Il disco venne pubblicato negli Stati Uniti il 10 febbraio 1987 dalla Def Jam Recordings.
L'album raggiunse la posizione numero 125 della classifica Billboard 200 e la numero 28 nella classifica Top Black Albums. NME nominò il disco miglior album dell'anno 1987. Insieme a Licensed to Ill (1986) dei Beastie Boys e Radio di LL Cool J (1985), il critico musicale Cheo H. Coker ha citato Yo! Bum Rush the Show come uno dei tre album più influenti nella storia dell'hip hop. Nel 2003 l'album venne posizionato al 497º posto nella lista dei 500 migliori album di sempre redatta dalla rivista Rolling Stone, ma fu eliminato dalla lista nell'aggiornamento del 2012.

## Descrizione

### Registrazione
Il disco venne registrato nel 1986 presso gli Spectrum City Studios di Hempstead, New York, e divenne uno degli album hip hop di maggior successo all'epoca, anche se fu accolto in maniera controversa dalle stazioni radiofoniche e dalla critica in parte a causa dell'estremismo dei testi del leader del gruppo Chuck D in materia di nazionalismo nero.

### Produzione
Yo! Bum Rush the Show contiene l'esordio dello stile produttivo del team The Bomb Squad incentrato sui campionamenti, che si svilupperà completamente nei successivi lavori del gruppo. Joe Brown del The Washington Post descrisse l'album "un'aggressione da ghetto più seria", rispetto a Licensed to Ill (1986) dei colleghi di etichetta Beastie Boys. Circa il loro stile musicale, Brown scrisse: "Il rap medio e minimalista dei Public Enemy è caratterizzato da un'assoluta assenza di melodia: il suono spaventoso è solo un battito pulsante, una batteria dura e un gemito elettronico progettato per irritare, come il trapano di un dentista o una zanzara persistente". Inoltre, il sound del disco è caratterizzato e accentuato dallo scratching di DJ Terminator X. Il giornalista del Chicago Tribune Daniel Brogan descrisse lo stile dei Public Enemy sull'album "crudo e conflittuale", scrivendo che il gruppo "non punta o non ha la possibilità di effettuare del crossover musicale".

### Copertina
Secondo il giornalista musicale Jeff Chang, i Public Enemy abbracciarono l'estetica "rivoluzionaria del radicalismo nero underground" e utilizzarono la copertina del loro album di debutto per illustrare la rinascita dell'impegno nella militanza politica. La copertina mostra il gruppo in uno scantinato scarsamente illuminato, "mentre si prepara a riportare alla ribalta la militanza nera nell'epoca del Reaganismo", come descrisse Chang paragonando l'immagine a quella dell'album Criminal Minded dei Boogie Down Productions (1987). Chuck D è mostrato vestito di bianco in abiti islamici, Professor Griff è all'estrema destra e indossa sul capo un basco militare rosso, e Flavor Flav stende la propria mano sopra un giradischi, quasi come se volesse "benedire" il disco in vinile. Appena sotto il titolo dell'album, in basso sulla copertina è presente un testo stampato in caratteri più piccoli che recita: "THE GOVERNMENT'S RESPONSIBLE . . . THE GOVERNMENT'S RESPONSIBLE . . . THE GOVERNMENT'S RESPONSIBLE . . ." La copertina segna la prima apparizione del logo dei Public Enemy, la silhouette di un afroamericano a braccia incrociate dentro il mirino di un fucile da cecchino.

## Pubblicazione
Yo! Bum Rush the Show venne pubblicato il 10 febbraio 1987 da Def Jam Recordings e Columbia Records. Per promuovere il disco furono da esso estratti due singoli pubblicati lo stesso anno: Public Enemy No. 1 a marzo e You're Gonna Get Yours a maggio.
L'album fu ampiamente ignorato dalle programmazioni radiofoniche delle principali stazioni radio incluse quelle dedicate alla musica nera. In classifica l'album raggiunse la posizione numero 125 nella Billboard Top LPs e la numero 28 nella Top Black Albums negli Stati Uniti. Tuttavia, nonostante gli scarsi passaggi radiofonici, il giornalista Jon Pareles riportò il fatto che nel maggio 1987, Yo! Bum Rush the Show era diventato uno dei dischi hip hop più venduti. Entro l'anno successivo, il disco aveva venduto più di 300,000 copie negli Stati Uniti d'America, e oltre 400,000 nel 1989. Il 3 ottobre 1994 l'album è stato certificato disco d'oro dalla Recording Industry Association of America, con vendite superiori alle 500,000 copie.

## Tracce
1. You're Gonna Get Yours – 4:04
2. Sophisticated Bitch – 4:30
3. Miuzi Weighs a Ton – 5:44
4. Timebomb – 2:54
5. Too Much Posse – 2:25
6. Rightstarter (Message to a Black Man) – 3:48
7. Public Enemy No. 1 – 4:41
8. M.P.E. – 3:44
9. Yo! Bum Rush the Show – 4:25
10. Raise the Roof – 5:18
11. Megablast – 2:51
12. Terminator X Speaks With His Hands – 2:13

## Formazione
- Chuck D - rap performer
- Flavor Flav - rap performer
- Hank Shocklee - drum programming, programmazione sintetizzatori, missaggio, co-produttore
- Eric Sadler - drum programming, programmazione sintetizzatori
- Terminator X - scratching
- Stephen Linsley - basso, registrazione, missaggio
- Bill Stephney - basso, chitarra, missaggio, produttore
- Vernon Reid - chitarra
- Juice - rhythm scratch
- Rick Rubin - produttore esecutivo, missaggio
- Carl Ryder - co-produttore
- Glen E. Friedman - fotografie
- Steve Ett - missaggio